# Копаоник
Копаоник (серб. Копаоник, болг. Копалник) — гірський масив у Сербії, у центральній її частині, простягається на території Рашського та Расинського округів.

## Геологія
Масив утворений кристалічними сланцями, гранітами та серпентинітами. Гори відомі своїми покладами срібної руди, а свинцево-цинкове родовище Трепча є найбільшим у Європі.
Найвищою точкою усього масиву є пік Панчича з висотою 2017 м, названого на честь відомого сербського дослідника і ботаніка 19 століття Йосифа Панчича.

## Історія

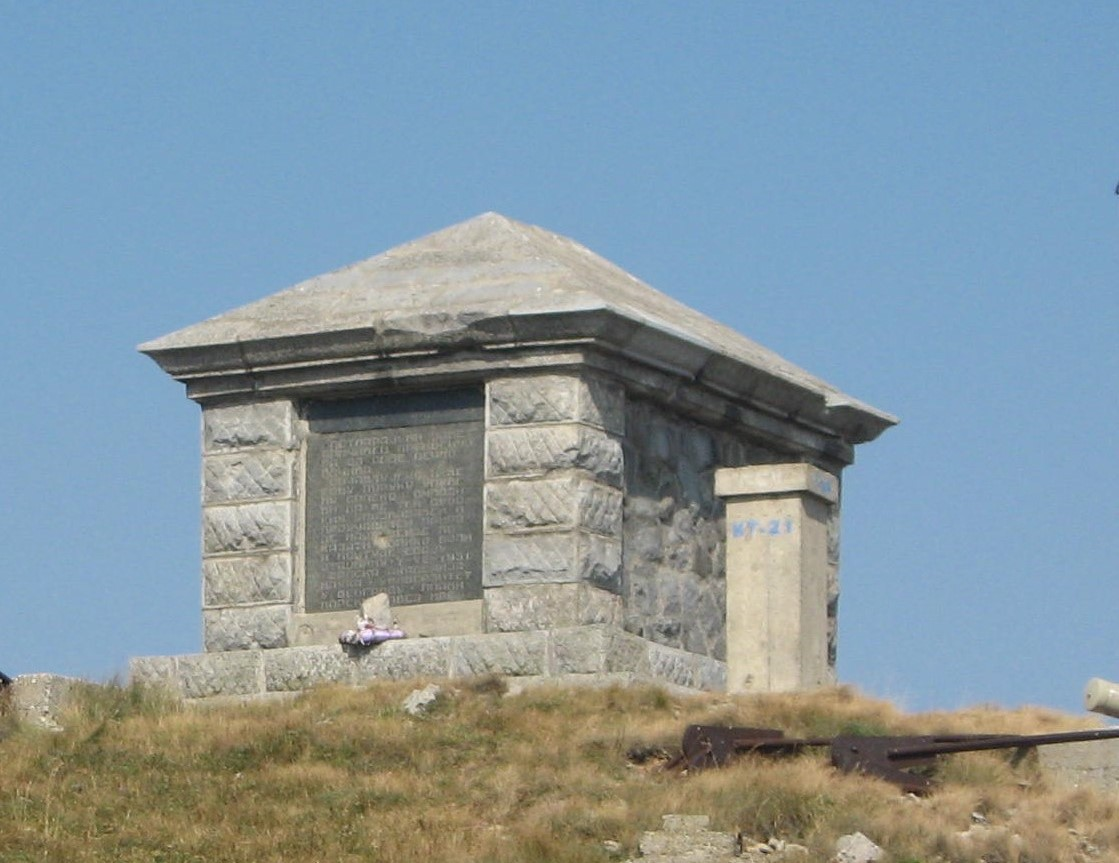
Мавзолей Й.Панчича

Назва гірського масиву походить від наявності середньовічних срібних копалень, що були розкидані на західних стрімких схилах над річкою Ібар. Однак учені довели той факт, що копальні існували ще за римських часів, але з часом вони були закинуті. Саме срібло і дало іншу назву — Срібні гори. У Середні віки король Стефан Урош I відновив видобуток срібної руди, запросивши на роботи саксонських гірників із Трансільванії.
У античні часи гори були кордоном між фракійцями та іллірійцями. У Середні віки вони відійшли до складу Візантійської імперії, потім до Першого Болгарського царства. На захід простягалась Рашка — серце сербської династії Неманичів, на схід — Расинська долина, яка була частиною болгарського Поморав'я. Входження Болгарії до Центральних держав у період Першої світової війни передбачало проходження кордону між Болгарією та Австро-Угорщиною саме по гірському хребту Копаоника. У часи Другої світової війни тут проходила однойменна операція німецько-болгарських військ проти четників.
1981 року на території гірського масиву був утворений однойменний національний парк площею 118,1 км².

## Природа

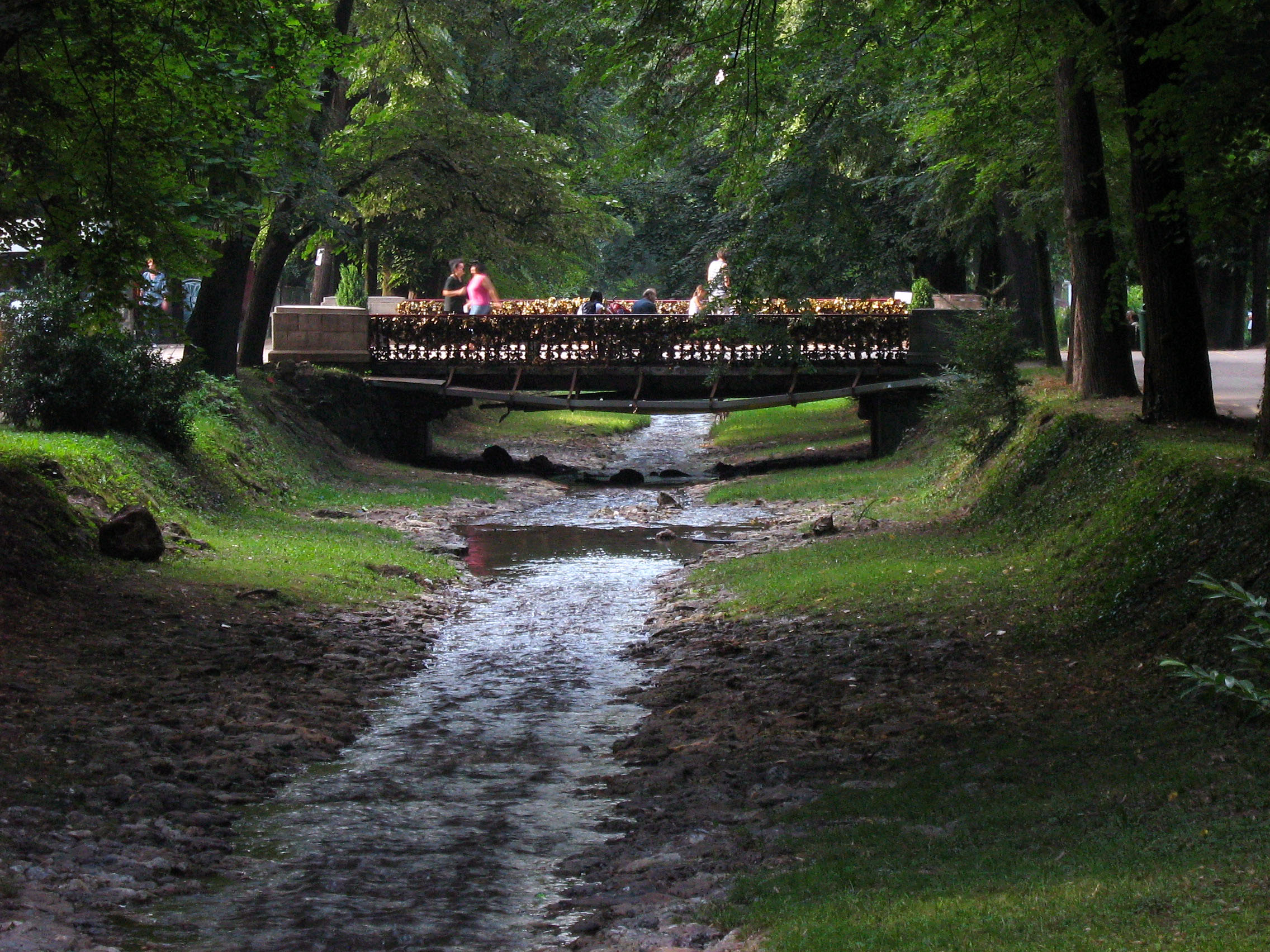
Врнячка-Баня

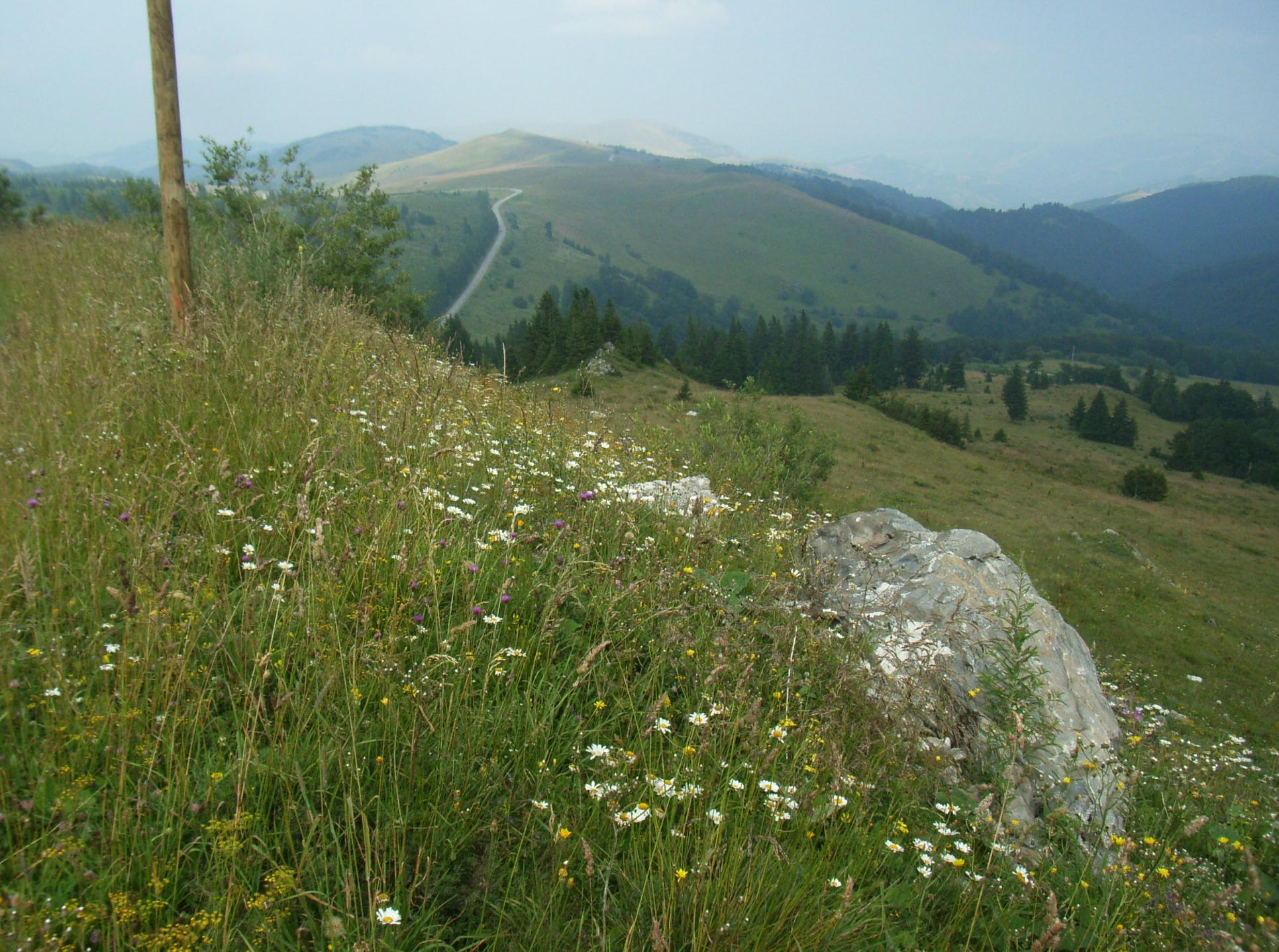
Вигляд з піка Панчича

### Гідрографія
Гірський масив багатий на термальні джерела, температура яких варіює у межах 36-78 °C. Вони дають розвиток спа-центрів (Врнячка-Баня, Куршумлійська Баня тощо). На території національного парку знаходиться водоспад Єловарник висотою 71 м, що робить його найвищим у країні.

### Клімат
Середньорічна температура у районі гірського масиву становить +3,7 °C. Опади складають понад 1000 мм за рік, сніговий покрив тримається протягом 160 днів з кінця листопада і до травня, що дає можливість розвивати тут гірськолижний туризм. Понад 200 днів є сонячними.

### Флора та фауна
До висоти 1600 м гори вкриті лісами, де переважає дуб, бук, сосна та ялина. Вище простягаються луки, які влітку використовуються як пасовища.
У горах зростають декілька ендеміків:
- Sempervivum kopaonicense
- Cardamine Pancicii
- Viola kopaonicensis

Тваринний світ представлений наступними видами: серед птахів сапсан (Falco peregrinus), беркут (Aquila chrysaetos), пугач звичайний (Bubo bubo), серед ссавців — ведмідь бурий (Ursus arctos), кіт лісовий (Felis silvestris) та сарна європейська (Capreolus capreolus).

## Господарство

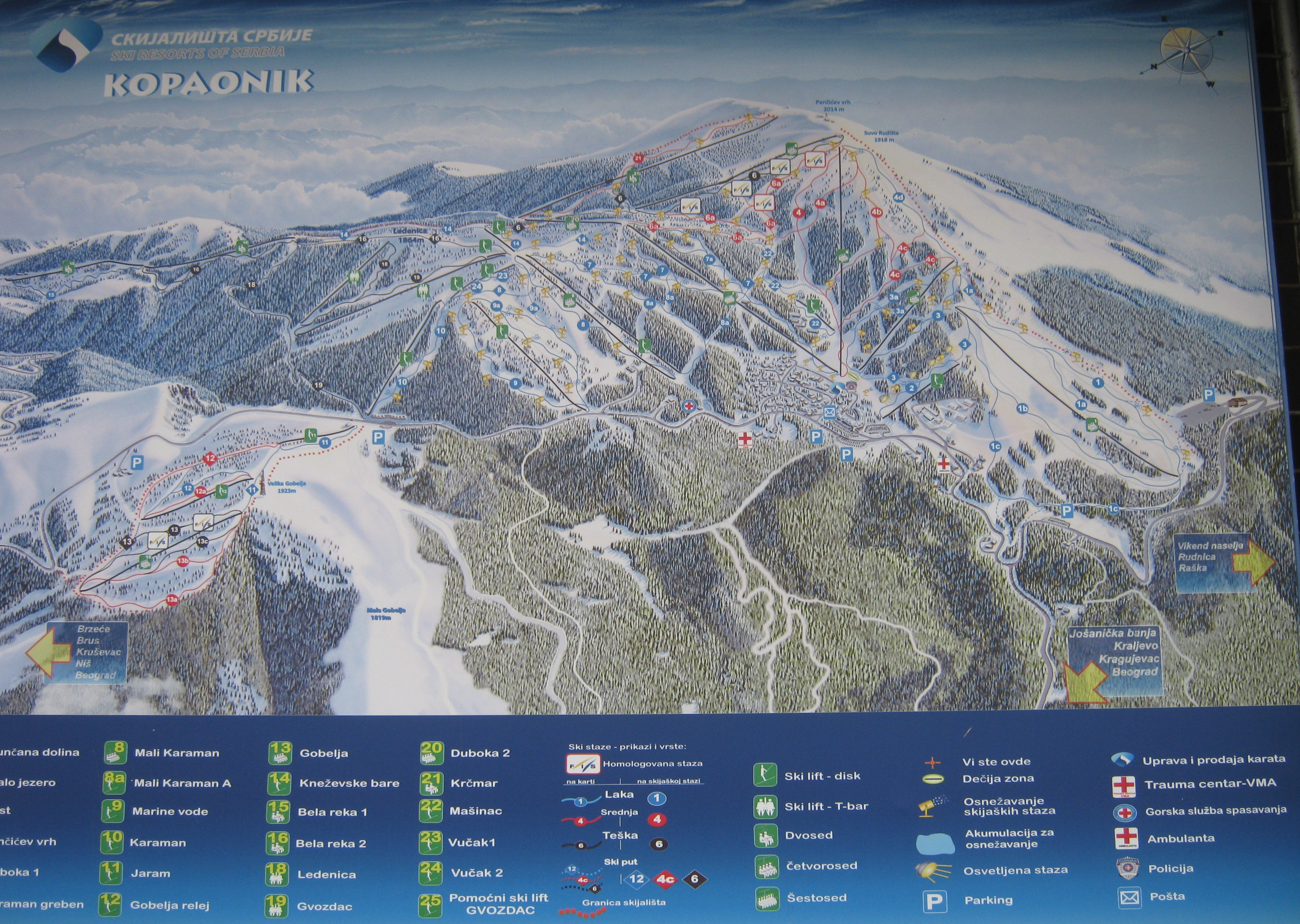
Схема гірськолижних трас

Завдяки значній тривалості сніжного покриву масив з часом перетворився на потужний і відомий у світі гірськолижний курорт. Інфраструктура включає у себе велику кількість готелів, оздоровчих закладів та лижних трас. На вершині піку був збудований мавзолей, де був похований Йосиф Панчич. Окрім того на вершині розташована військова база сербських військових сил.